# Groupe 2 des éliminatoires du Championnat d'Europe féminin de football 2017
 (avril 2016).
Si vous disposez d'ouvrages ou d'articles de référence ou si vous connaissez des sites web de qualité traitant du thème abordé ici, merci de compléter l'article en donnant les références utiles à sa vérifiabilité et en les liant à la section « Notes et références ».
Navigation
Groupe 1 Groupe 3
Cet article donne les résultats détaillés des matchs du Groupe 2 de la phase de groupes des éliminatoires pour l'Euro 2017 de football féminin.

## Classement
En fonction du règlement de l'UEFA relatif à cette compétition.
| Rang | Équipe               | Pts | J | G | N | P | Bp | Bc | Diff |  | Résultats (▼ dom., ► ext.) |     |     |     |     |      |
| ---- | -------------------- | --- | - | - | - | - | -- | -- | ---- |  | -------------------------- | --- | --- | --- | --- | ---- |
| 1    | Espagne              | 24  | 8 | 8 | 0 | 0 | 39 | 2  | +37  |  | Espagne                    |     | 2-0 | 5-0 | 3-0 | 13-0 |
| 2    | Portugal             | 13  | 8 | 4 | 1 | 3 | 15 | 11 | +4   |  | Portugal                   | 1-4 |     | 3-2 | 1-2 | 6-1  |
| 3    | Finlande             | 13  | 8 | 4 | 1 | 3 | 17 | 12 | +5   |  | Finlande                   | 1-2 | 0-0 |     | 4-1 | 1-0  |
| 4    | République d'Irlande | 9   | 8 | 3 | 0 | 5 | 17 | 14 | +3   |  | République d'Irlande       | 0-3 | 0-1 | 0-2 |     | 9-0  |
| 5    | Monténégro           | 0   | 8 | 0 | 0 | 8 | 2  | 51 | -49  |  | Monténégro                 | 0-7 | 0-3 | 1-7 | 0-5 |      |

Départage des équipes à égalité

| Rang | Équipe   | Pts Groupe | Pts Égalité |
| ---- | -------- | ---------- | ----------- |
| 2    | Portugal | 13         | 4           |
| 3    | Finlande | 13         | 1           |

- Qualifié directement pour l'Euro 2017
- Barragiste
- Éliminé de la compétition

## Résultats et calendrier
Le lien « Rapport » en bas de chaque feuille de match permet de voir davantage de détails vers la source UEFA.
| 17 septembre 2015 | Finlande  | 1 - 0   | Monténégro | Veritas Stadion, Turku                     |                                            |
| 17 h 00 HEC       | Öling 67e | (0 - 0) |            | Spectateurs : 1,527 Arbitrage : Marte Sørø | Spectateurs : 1,527 Arbitrage : Marte Sørø |
| 17 h 00 HEC       | Rapport   |         |            | Spectateurs : 1,527 Arbitrage : Marte Sørø | Spectateurs : 1,527 Arbitrage : Marte Sørø |

| 21 septembre 2015 | République d'Irlande | 0 - 2   | Finlande                     | Tallaght Stadium, Dublin                      |                                               |
| 20 h 30 HEC       |                      | (0 - 1) | Koivisto 13e · Sällström 71e | Spectateurs : 2,905 Arbitrage : Jana Adámková | Spectateurs : 2,905 Arbitrage : Jana Adámková |
| 20 h 30 HEC       | Rapport              |         |                              | Spectateurs : 2,905 Arbitrage : Jana Adámková | Spectateurs : 2,905 Arbitrage : Jana Adámková |

| 27 octobre 2015 | Portugal  | 1 - 2   | République d'Irlande     | Parque de Jogos Comendador Joaquim de Almeida Freitas, Moreira de Cónegos |                                              |
| 16 h 00 HEC     | Costa 16e | (1 - 2) | Quinn 22e · O'Gorman 40e | Spectateurs : 3,210 Arbitrage : Gyöngyi Gaál                              | Spectateurs : 3,210 Arbitrage : Gyöngyi Gaál |
| 16 h 00 HEC     | Rapport   |         |                          | Spectateurs : 3,210 Arbitrage : Gyöngyi Gaál                              | Spectateurs : 3,210 Arbitrage : Gyöngyi Gaál |

|             | Finlande   | 1 - 2   | Espagne                      | Sonera Stadium, Helsinki                      |                                               |
| 17 h 05 HEC | Kuikka 25e | (1 - 2) | Putellas 4e · Torrecilla 29e | Spectateurs : 3,270 Arbitrage : Teodora Albon | Spectateurs : 3,270 Arbitrage : Teodora Albon |
| 17 h 05 HEC | Rapport    |         |                              | Spectateurs : 3,270 Arbitrage : Teodora Albon | Spectateurs : 3,270 Arbitrage : Teodora Albon |

| 26 novembre 2015 | République d'Irlande | 0 - 3   | Espagne                                             | Tallaght Stadium, Dublin                           |                                                    |
| 15 h 00 HEC      |                      | (0 - 2) | Losada 30e · Hermoso 44e (pen.) · Perry 90+3e (csc) | Spectateurs : 2,736 Arbitrage : Stéphanie Frappart | Spectateurs : 2,736 Arbitrage : Stéphanie Frappart |
| 15 h 00 HEC      | Rapport              |         |                                                     | Spectateurs : 2,736 Arbitrage : Stéphanie Frappart | Spectateurs : 2,736 Arbitrage : Stéphanie Frappart |

|             | Portugal                                                                          | 6 - 1   | Monténégro | Estádio António Coimbra da Mota, Estoril             |                                                      |
| 16 h 00 HEC | Neto 7e 28e · C. Mendes 31e · Borges 40e · Do. Silva 61e (pen.) · Fernandes 90+1e | (4 - 1) | Kuč 20e    | Spectateurs : 1,042 Arbitrage : Julia-Stefanie Baier | Spectateurs : 1,042 Arbitrage : Julia-Stefanie Baier |
| 16 h 00 HEC | Rapport                                                                           |         |            | Spectateurs : 1,042 Arbitrage : Julia-Stefanie Baier | Spectateurs : 1,042 Arbitrage : Julia-Stefanie Baier |

| 1er décembre 2015 | Espagne                  | 2 - 0   | Portugal | Estadio Nuevo Vivero, Badajoz                    |                                                  |
| 20 h 00 HEC       | Losada 8e · Bermúdez 25e | (2 - 0) |          | Spectateurs : 5,750 Arbitrage : Simona Ghisletta | Spectateurs : 5,750 Arbitrage : Simona Ghisletta |
| 20 h 00 HEC       | Rapport                  |         |          | Spectateurs : 5,750 Arbitrage : Simona Ghisletta | Spectateurs : 5,750 Arbitrage : Simona Ghisletta |

| 24 janvier 2016 | Monténégro | 0 - 7   | Espagne                                                                                          | Stadion pod Malim Brdom, Petrovac            |                                              |
| 13 h 00 HEC     |            | (0 - 3) | Losada 15e 62e · Boquete 22e · Putellas 42e (pen.) · Hermoso 69e · Sampedro 74e · Torrecilla 77e | Spectateurs : 100 Arbitrage : Lorraine Clark | Spectateurs : 100 Arbitrage : Lorraine Clark |
| 13 h 00 HEC     | Rapport    |         |                                                                                                  | Spectateurs : 100 Arbitrage : Lorraine Clark | Spectateurs : 100 Arbitrage : Lorraine Clark |

| 7 avril 2016 | Monténégro | 0 - 5   | République d'Irlande                                                            | Stadion pod Malim Brdom, Petrovac              |                                                |
| 14 h 00 HEC  |            | (0 - 3) | Quinn 3e · O'Gorman 24e · Littlejohn 26e (pen.) · D. O'Sullivan 73e · Roche 84e | Spectateurs : 70 Arbitrage : Dimitrina Milkova | Spectateurs : 70 Arbitrage : Dimitrina Milkova |
| 14 h 00 HEC  | Rapport    |         |                                                                                 | Spectateurs : 70 Arbitrage : Dimitrina Milkova | Spectateurs : 70 Arbitrage : Dimitrina Milkova |

| 8 avril 2016 | Portugal      | 1 - 4   | Espagne                                                    | Complexo Desportivo da Covilhã, Covilhã       |                                               |
| 19 h 00 HEC  | Do. Silva 66e | (0 - 2) | Torrecilla 36e · Putellas 40e · Sampedro 87e · Boquete 89e | Spectateurs : 1,820 Arbitrage : Jana Adámková | Spectateurs : 1,820 Arbitrage : Jana Adámková |
| 19 h 00 HEC  | Rapport       |         |                                                            | Spectateurs : 1,820 Arbitrage : Jana Adámková | Spectateurs : 1,820 Arbitrage : Jana Adámková |

| 12 avril 2016 | Monténégro   | 1 - 7   | Finlande | Stadion pod Malim Brdom, Petrovac             |                                               |
| 14 h 00 HEC   | Bulatović 8e | (1 - 3) | Djurković 15e (csc) · Alanen 21e · Danielsson 27e · Saari 68e · Sällström 73e · Saarinen 83e · Heroum 90+3e | Spectateurs : 50 Arbitrage : Knarik Grigoryan | Spectateurs : 50 Arbitrage : Knarik Grigoryan |
| 14 h 00 HEC   | Rapport      |         | | Spectateurs : 50 Arbitrage : Knarik Grigoryan | Spectateurs : 50 Arbitrage : Knarik Grigoryan |

|             | Espagne                       | 3 - 0   | République d'Irlande | La Ciudad del Fútbol, Las Rozas de Madrid      |                                                |
| 18 h 00 HEC | Boquete 58e 65e · Hermoso 86e | (0 - 0) |                      | Spectateurs : 1,380 Arbitrage : Linn Andersson | Spectateurs : 1,380 Arbitrage : Linn Andersson |
| 18 h 00 HEC | Rapport                       |         |                      | Spectateurs : 1,380 Arbitrage : Linn Andersson | Spectateurs : 1,380 Arbitrage : Linn Andersson |

| 3 juin 2016 | Finlande                                                 | 4 - 1   | République d'Irlande | Tehtaan kenttä, Valkeakoski                        |                                                    |
| 17 h 05 HEC | Alanen 32e · Danielsson 39e · Kuikka 70e · Sällström 87e | (2 - 0) | Roche 76e            | Spectateurs : 1,056 Arbitrage : Cristina Dorcioman | Spectateurs : 1,056 Arbitrage : Cristina Dorcioman |
| 17 h 05 HEC | Rapport                                                  |         |                      | Spectateurs : 1,056 Arbitrage : Cristina Dorcioman | Spectateurs : 1,056 Arbitrage : Cristina Dorcioman |

|             | Monténégro | 0 - 3   | Portugal             | Stadion pod Malim Brdom, Petrovac            |                                              |
| 20 h 00 HEC |            | (0 - 2) | Fernandes 7e 29e 54e | Spectateurs : 50 Arbitrage : Ivana Martinčić | Spectateurs : 50 Arbitrage : Ivana Martinčić |
| 20 h 00 HEC | Rapport    |         |                      | Spectateurs : 50 Arbitrage : Ivana Martinčić | Spectateurs : 50 Arbitrage : Ivana Martinčić |

| 7 juin 2016 | Finlande | 0 - 0 | Portugal | Sonera Stadium, Helsinki                          |                                                   |
| 17 h 05 HEC |          |       |          | Spectateurs : 4,792 Arbitrage : Eleni Lampadariou | Spectateurs : 4,792 Arbitrage : Eleni Lampadariou |
| 17 h 05 HEC | Rapport  |       |          | Spectateurs : 4,792 Arbitrage : Eleni Lampadariou | Spectateurs : 4,792 Arbitrage : Eleni Lampadariou |

|             | République d'Irlande                                                                   | 9 - 0   | Monténégro | Tallaght Stadium, Dublin                       |                                                |
| 20 h 00 HEC | Connolly 3e · O'Gorman 11e 53e 58e · Roche 45e 65e 69e · Quinn 62e · F. O'Sullivan 83e | (3 - 0) |            | Spectateurs : 946 Arbitrage : Ivana Projkovska | Spectateurs : 946 Arbitrage : Ivana Projkovska |
| 20 h 00 HEC | Rapport                                                                                |         |            | Spectateurs : 946 Arbitrage : Ivana Projkovska | Spectateurs : 946 Arbitrage : Ivana Projkovska |

| 15 septembre 2016 | Espagne | 13 - 0  | Monténégro | La Ciudad del Fútbol, Las Rozas de Madrid      |                                                |
| 19 h 00 HEC       | Boquete 2e 7e 45e 46e · Bermúdez 10e 20e 23e 52e 90+3e · Sampedro 16e · Corredera 25e · Losada 74e · Putellas 80e | (8 - 0) |            | Spectateurs : 520 Arbitrage : Zuzana Valentová | Spectateurs : 520 Arbitrage : Zuzana Valentová |
| 19 h 00 HEC       | Rapport |         |            | Spectateurs : 520 Arbitrage : Zuzana Valentová | Spectateurs : 520 Arbitrage : Zuzana Valentová |

| 16 septembre 2016 | Portugal                       | 3 - 2   | Finlande                        | Estádio do Clube Desportivo Trofense, Trofa |                                            |
| 16 h 00 HEC       | Neto 29e 45e (pen.) 84e (pen.) | (2 - 2) | Alanen 21e (pen.) · Franssi 27e | Spectateurs : 923 Arbitrage : Riem Hussein  | Spectateurs : 923 Arbitrage : Riem Hussein |
| 16 h 00 HEC       | Rapport                        |         |                                 | Spectateurs : 923 Arbitrage : Riem Hussein  | Spectateurs : 923 Arbitrage : Riem Hussein |

| 20 septembre 2016 | Espagne                                                                     | 5 - 0   | Finlande | Stade municipal de Butarque, Leganés             |                                                  |
| 19 h 00 HEC       | Torrejón 28e · Paredes 66e (pen.) 82e · Sampedro 88e (pen.) · Hermoso 90+1e | (1 - 0) |          | Spectateurs : 5,100 Arbitrage : Monika Mularczyk | Spectateurs : 5,100 Arbitrage : Monika Mularczyk |
| 19 h 00 HEC       | Rapport                                                                     |         |          | Spectateurs : 5,100 Arbitrage : Monika Mularczyk | Spectateurs : 5,100 Arbitrage : Monika Mularczyk |

|             | République d'Irlande | 0 - 1   | Portugal | Tallaght Stadium, Dublin                       |                                                |
| 19 h 00 HEC |                      | (0 - 0) | Neto 78e | Spectateurs : 863 Arbitrage : Esther Azzopardi | Spectateurs : 863 Arbitrage : Esther Azzopardi |
| 19 h 00 HEC | Rapport              |         |          | Spectateurs : 863 Arbitrage : Esther Azzopardi | Spectateurs : 863 Arbitrage : Esther Azzopardi |

## Meilleures buteuses
8 buts
- Verónica Boquete

6 buts
- Cláudia Neto
- Sonia Bermúdez